# 六氯合碲(IV)酸铵
六氯合碲(IV)酸铵是一种配位化合物，化学式为(NH4)2TeCl6。它可由二氧化碲和浓盐酸反应后向溶液中加入氯化铵制得。它在215~350 °C分解为氯化铵和四氯化碲。它和氢氟酸反应，可以得到(NH4)2TeF6。